# Schlosstheater Dessau
Das Dessauer Schlosstheater war eine von 1777 bis nach 1830 bestehende  Theaterspielstätte im Residenzschloss der anhaltischen Herzöge in der Altstadt von Dessau.

## Geschichte
Bereits um 1776 muss es auf dem Schloss eine kleine Bühne gegeben haben, denn eine Tagebucheintragung der  Fürstin Luise vom 29. Oktober 1776 vermerkt: „Ein Schauspieler namens Berger stellte auf dem kleinen Schlosstheater einige Stücke vor.“ Im Winter 1777 wurde während zwanzig Tagen im nach vorherigen Umbauten unvollendet gebliebenen „Grossen Saal“ im südlichen Schlossflügel ein Theater aus Holz eingebaut. Nach eigenen Plänen lag die Bauleitung bei Friedrich Wilhelm von Erdmannsdorff. Anlass für den Bau war der erwartete Besuch des Prinzen Heinrich von Preußen, der mittels des Theaters besonders festlich gestaltet werden sollte: „Ariadne auf Naxos“ von Georg Benda war zur Aufführung vorgesehen. Der Besuch kam wegen Erkrankung des Prinzen nicht zustande; „Ariadne“ wurde unter Mitwirkung der Hofmusiker unter Friedrich Wilhelm Rust und von Mitgliedern des Societätstheaters in kleinem Kreise dennoch aufgeführt.
Am 6. März 1777 fand aus Anlass des Besuches des Markgrafen von Brandenburg-Schwedt – Schwiegervater von Fürst Leopold III. Friedrich Franz – eine Aufführung der komischen Oper „Die Dorfgala“ von Anton Schweitzer statt: dieser Anlass steht seitdem für die offizielle Eröffnung des Schlosstheaters.
Fürstin Luise, die in jungen Jahren Schauspielunterricht erhalten hatte, förderte und begleitete die Aktivitäten auf der neuen Bühne. So vermeldete das Gothaer Theater-Journal, ein Theater-Fachblatt dieser Zeit: „...Wer sieht, wie weit es diese Liebhabergesellschaft schon gebracht...der wird mir zugeben, dass sie es zu einer ziemlichen Vollkommenheit bringen könne. Und schon itzt kann man mit allem Recht einige von diesen Liebhabern und Liebhaberinnen unseren besten Schauspielern von Profession an die Seite stellen.“
Mit dem Einzug der Bossannschen Theatergesellschaft begann 1794 in Dessau die Zeit des professionellen Hoftheaters. Die Bühne im Residenzschloss wurde nur noch gelegentlich im Rahmen von höfischen Festlichkeiten genutzt. Nur nach infolge der durch Kriegsereignisse knappen finanziellen Mittel 1810 für fünf Jahre verfügten Schließung des Hoftheatergebäudes und in der Zeit einer nochmaligen Schließung von 1827 bis 1829 kam die Schlossbühne noch einmal zu Ehren durch Aufführungen der Mitglieder des Liebhaberkreises und einzelne kleinere reisende bzw. kurzzeitig verpflichtete Künstlergruppen.
Nach 1830 wurde der Raum des Schlosstheaters in den für die veränderten Ansprüche an Wohnqualität und Raumbedarf neu gestalteten Wohnbereich der herzoglichen Familie einbezogen.

## Theatergebäude
Das Schlosstheater war von Erdmannsdorff unter dem Eindruck von auf der Italienreise 1765 als Begleiter von Fürst Franz erlebten Vorbildern in amphitheatralischer Form angelegt worden. Zwei Ehrenlogen fasten die Bühne seitlich ein, daneben gab es fünf im Halbkreis die Bühne umgebende, ansteigende und die mittige Fürstenloge flankierende Sitzreihen. Der dem Theater insgesamt zur Verfügung stehende Raum umfasste eine Fläche von etwa vierzig mal dreizehn Meter.